# گاه (چناران)
گاه (چناران) یا آتشگاه (نام قدیم ) روستایی از توابع بخش مرکزی شهرستان چناران در استان خراسان رضوی ایران است. آتشکدهٔ قدیمی نزدیک روستا حکایت از قدمت این روستا از دورهٔ باستان دارد. آتشکده‌ای بر بلندای مجاور روستا و همچنین عبادتگاه باستانی داخل روستا که اینک در محوطهٔ مسجد روستا قرار دارد ، ارزش تاریخی دارند.

## جمعیت
این روستا در دهستان بقمچ قرار دارد و بر اساس سرشماری مرکز آمار ایران در سال ۱۳۸۵، جمعیت آن ۴۴۷ نفر (۱۰۰ خانوار) بوده‌است.